# Wladimir Michailowitsch Achutin
Wladimir Michailowitsch Achutin (russisch Владимир Михайлович Ахутин; * 26. März 1924 in Tschita; † 9. November 2005 in Puschkin) war ein sowjetisch-russischer Biokybernetiker und Hochschullehrer.

## Leben
Achutin, Sohn des Militärchirurgen und späteren ersten Direktors des Instituts für experimentelle und klinische Chirurgie der Akademie der Medizinischen Wissenschaften der UdSSR Michail Achutin, begann nach dem Besuch der Leningrader Marine-Spezialschule im Juni 1941 das Studium an der Dersinski-Marine-Ingenieurshochschule in Leningrad. Nach Beginn des Deutsch-Sowjetischen Kriegs wurde er im Oktober 1941 an die Front bei Moskau als Kommandeur einer Marineinfanterie-Aufklärungskompanie abkommandiert. In der Schlacht vor Moskau wurde er im Dezember 1941 schwer verwundet. Nach der Entlassung aus dem Lazarett wurde er im Januar 1942 als Aufklärungskompanieführer an die Westfront geschickt. Im Mai 1942 wurde er zur Fortsetzung des Studiums zurück an die Hochschule gerufen. Die Praktikumskampfeinsätze absolvierte er 1943–1945 auf U-Booten der Schwarzmeerflotte. Nach dem Studiumsabschluss im Oktober 1946 diente er als Ingenieur auf Schiffen der Baltischen Flotte. Im April 1947 wurde er zu einem Einjahreskurs an den höheren Offiziersspezialklassen geschickt.
Von 1948 bis 1968 arbeitete Achutin Im Bereich Forschung und Entwicklung der Marine. 1955 begann er die Fern-Aspirantur, nach deren Abschluss er 1958 seine Dissertation mit Erfolg für die Promotion zum Kandidaten der technischen Wissenschaften verteidigte. Darauf lehrte er am Lehrstuhl für Automatik der Leningrader Filiale des Moskauer Allunions-Fernstudieninstituts für Energetik. Er untersuchte die Ausbreitung elektromagnetischer Felder des optischen Spektralbereichs in dispersiven Medien und entwickelte Methoden zur Analyse der Felder in An- und Abwesenheit von Störungen mit theoretischen Begründungen. Mit seiner Theorie der Unterdrückung natürlicher und künstlich erzeugter Störungen schuf er eine Grundlage für neuartige adaptive Systeme für die automatische Steuerung von Unterwasserfahrzeugen mit hoher Störfestigkeit.
Achutin gründete 1964 und leitete dann das erste sowjetische Forschungslaboratorium für biomedizinische Kybernetik, das 1968 das Sonderkonstruktionsbüro für biologische und medizinische Kybernetik (OKB BIMK) und dann das Forschungsinstitut für Konstruktion und Technologie biotechnischer Systeme (NIKTI BTS) wurde. Dazu wurde er 1968 wissenschaftlicher Leiter des Ozeaneums der sowjetischen Marine.
Neben der Forschungstätigkeit lehrte Achutin und leitete ab 1968 den Lehrstuhl für Arbeitsschutz und biomedizinische Kybernetik des Polytechnischen Nordwest-Fernstudieninstituts in Leningrad. 1971 verteidigte er mit Erfolg seine Doktor-Dissertation für die Promotion zum Doktor der technischen Wissenschaften, und 1972 wurde er zum Professor ernannt.
Unter Achutins Leitung und mit seiner direkten Beteiligung wurden Arbeiten zur Sicherung von Raumflügen durchgeführt. Alle sowjetische  Raumschiffbesatzungen und auch internationale Besatzungen wurden im Swjosdny Gorodok seit 1975 in dem vom NIKTI BTS ausgerüsteten Hydrolaboratorium unter den Bedingungen der Schwerelosigkeit trainiert. Achutin leitete die Entwicklungen von automatisierten Diagnose-Systemen für die klinische Medizin und für Prophylaxe-Untersuchungen der Bevölkerung. Unter seiner Leitung entstanden in Baku die ersten biomedizinischen Telemetrie-Komplexe für das Klinikum der Stadt. Biotechnische Komplexe wurden entwickelt, bei denen Meerestiere zum Einsatz kamen.
Von 1975 bis 1992 leitete Achutin den Lehrstuhl für biomedizinische Elektronik und Umweltschutz des Leningrader Instituts bzw. der St. Petersburger Universität für Elektrotechnik (LETI). Mehr als 25 Jahre lang leitete er als Nachfolger Axel Bergs die jährliche Schule für junge Wissenschaftler im Bereich biomedizinische Kybernetik und biotechnische Systeme, die auch für Wissenschaftler aus Ländern der Gemeinschaft Unabhängiger Staaten attraktiv war. Er war Kuratoriumsmitglied der St. Petersburger Suworow-Militärschule und der Moskauer Staatlichen Ziolkowski-Universität für Luftfahrttechnik.

## Ehrungen, Preise
- Medaille „Für Verdienste im Kampf“
- Orden des Roten Sterns (18. Dezember 1941 statt des vorgeschlagenen Rotbannerordens)[5]
- Medaille „Für die Verteidigung Moskaus“
- Medaille „Für die Verteidigung des Kaukasus“
- Medaille „Sieg über Deutschland“
- Leninpreis (1959) für eine neuartige hydrooptische Steuerung[2]
- Medaille „20. Jahrestag des Sieges im Großen Vaterländischen Krieg 1941–1945“
- Jubiläumsmedaille „Zum Gedenken an den 100. Geburtstag von Wladimir Iljitsch Lenin“
- Medaille „30. Jahrestag des Sieges im Großen Vaterländischen Krieg 1941–1945“
- Orden des Vaterländischen Krieges I. Klasse (1985)[1]
- Orden der Völkerfreundschaft (1986)
- Koroljow-Medaille
- Keldysch-Medaille
- Gagarin-Medaille
- Staatspreis der RSFSR für das Kollektiv des NIKTI BTS (1991)[2]
- Verdienter Wissenschaftler und Techniker der Russischen Föderation (1995)[12]
- Orden der Ehre (Russland)
- Orden der Freundschaft